# الكشافة التشيكية
الكشافة التشيكية هي منظمة معترف بها دوليا للكشافة والمرشدات في جمهورية التشيك. تأسست في عام 1911، وتعتبر أكبر منظمة للأطفال والشباب في البلاد، تضم في عضويتها 50439 عضو (اعتبارا من عام 2014).

## روابط خارجية
- الموقع الرسمي

‌